# Khorgo

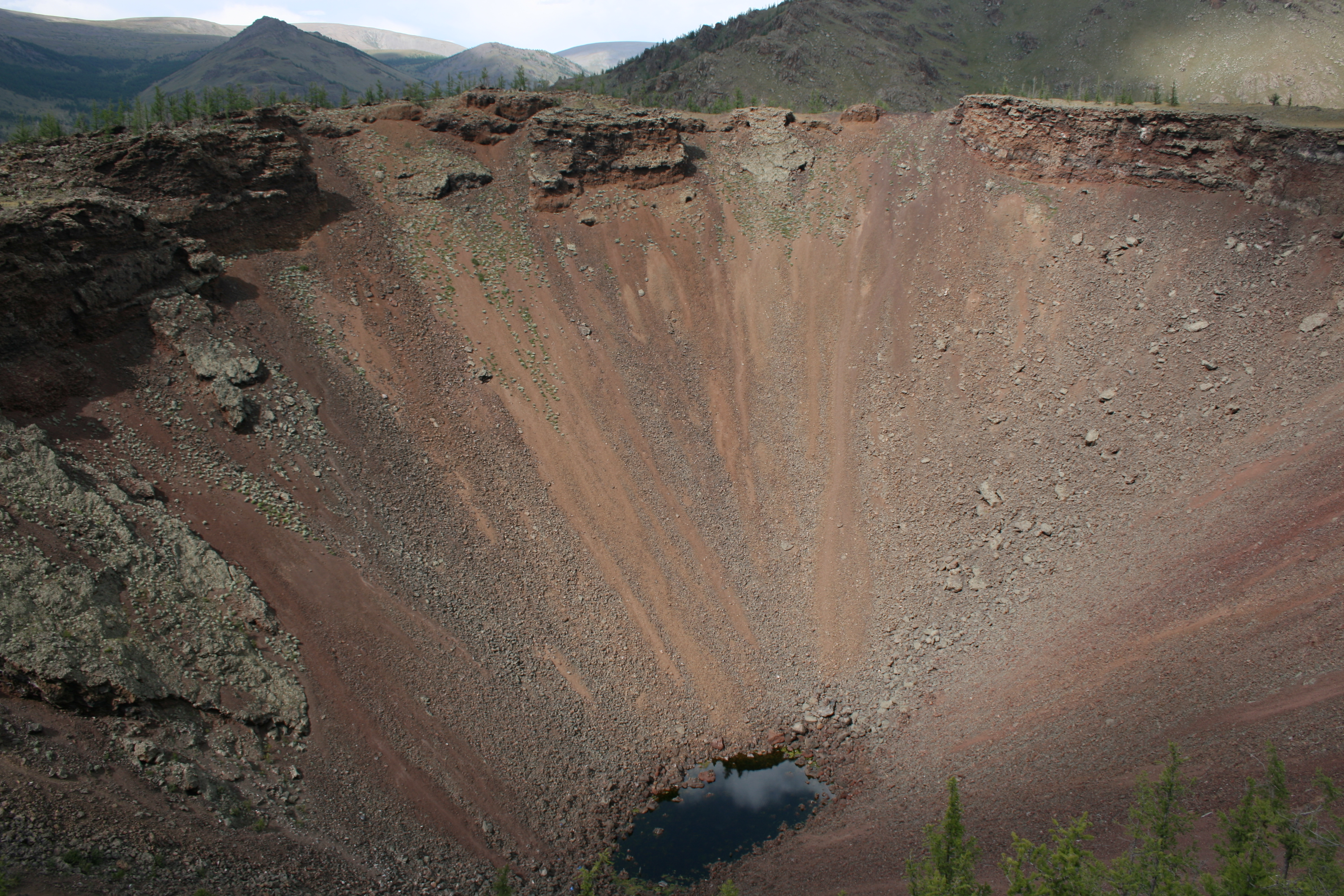
Vista da cratera

O Khorgo (em mongol:  Хорго) é um vulcão extinto localizado na província (aimag) de  Arkhangay, Mongólia. Está situado nas encostas norte dos montes Khangai. O Khorgo fica a leste do lago Terkhiin Tsagaan e juntos representam o núcleo do Parque Nacional do Khorgo-Terkhiin Tsagaan Nuur. Uma notável característica geológica são as bolhas de lava solidificada que os locais chamam de "yurts de basalto".
A cratera do Khorgo está situada a 2 210 metros de altitude, possui 20 metros de diâmetro e profundidade de 70 a 80 metros.